# Црква Покрова Пресвете Богородице у Стублинама
Црква Покрова Пресвете Богородице у Стублинама, око десетак километара удаљена од Обреновца, подигнута је 1892. године. Припада епархији ваљевској Српске православне цркве. Представља непокретно културно добро као споменик културе.

## Историја
У Летопису цркве у Стублинама забележено је да се југозападно од садашње цркве, на имању бившег тутора цркве стублинске, Драгомира Грчића, налазе остаци старе цркве изграђене и порушене ко зна кад и да то парче земље Драгомир Грчић није заоравао поштујући га као свето место. Предање казује да су у близини тог места често налажене старе "црквене ствари", а познати стублински парох Василије Павић је за сваки Васкршњи пост обављао водоосвећење на том месту које се и данас зове "Црквине", манастира у Грабовцу, којој је припадала и парохија стублинска. 
Одазвали су се и парохијани добровољним прилозима, па је уз цркву подигнут и звоник од тврдог материјала и парохијски дом од "черпића". По завршетку градње, црква је освећена од стране епископа шабачког Сергија. 

## Изглед
Црква је израђена као једнобродна грађевина, дужине 17,8 и ширине 8,55 метара. Висока 10,5 метара, засвођена је полуобличастим сводом и покривена двосливним кровом. Са једном полукружном (споља петостраном) апсидом, делује једноставно, стамено и темељно. Тек 1925. године набављена су два нова звона. 
На западној страни, о трошку цркве подигнут је 1934. парохијски дом за свештеника. На месту овог дома 1978. године парох стублински Филип Поповић подигао је нови, са салом за народ.
У другој половини 20. века, на цркви и око цркве у црквеној порти урађено је много: поред реновирања и оправке фасаде, крова, електрификације и подизања парохијског дома, избетонирани су прилази и направљена ограда око црквене порте.
Стублинска парохија 2017. године броји око 650 домова и обухвата цело Велико Поље и део Стублина. Други део села Стублине, који је раније припадао Стублинској парохији, после 1995. године припада Пироманској парохији. И у овој цркви, као и у другима, од 1947. године воде се црквени протоколи крштених, венчаних и умрлих. За период пре ове године, црквени протоколи су изузети од цркве и налазе се у месној заједници Стублине. Свештеници ове парохије су Василије Павић (1865—1901), Предраг Даничић (1953—1963), Филип Поповић (1963—1996), Милан Катанић (1996—2002), Вељко Видаковић (2002 и данас). Године 2007. формирана је друга парохија на коју је постављен о. Миладин Савић, све до 2014. године. Њега је заменио о. Петар Јефтић. Старешина храма од 2002. године је протојереј о. Вељко Видаковић.

## Обнова
Управа храма је 2006. године приступила реализацији пројекта темељне реконструкције цркве која је, нажалост, што због времешности, што због утицаја средине у којој се налази, преживљавала и своје тешке дане. Како истиче старешина храма, протојереј Вељко Видаковић, околности које су највише допринеле оронућу су вибрације изазване кретањем теретних возова који пругом, удаљеном само стотинак метара источно од храма, превозе угаљ за постројења Термоелектране „Никола Тесла" у Обреновцу.
На олтарској апсиди су обновљени и ојачани темељи дубине 2,5 м, делимично је обијен и обновљен малтер са спољне стране и комплетно замењена кровна конструкција. Озидан је звоник и припрата са улазног дела цркве, нова палионица за свеће и црквена продавница. 
На Празник Покрова Пресвете Богородице, 14. октобра 2012. године, а поводом храмовне славе, Преосвећени Епископ ваљевски Г. Милутин, уз саслужење свештенства ваљевске и шабачке епархије, служио је Свету Архијерејску Литургију. Пре почетка Свете Литургије, освећена је новоизграђена припрата са црквеном продавницом и палионицом свећа. У току Свете Литургије, Епископ ваљевски Г. Милутин, због заслуга око обнављања храма и порте у Стублинама, одликовао је чином протојереја, протонамесника Вељка Видаковића.
Након Колубарске битке у Стублинама је била смештена пољска болница српске војске. Од последица рањавања и болести ту је страдао и велики број ратника, који су сахрањени у порти цркве Покрова Пресвете Богородице у Стублинама.
Да је ова црква својеврстан сведок и неких прошлих времена у којима је, нажалост, њен народ и страдао борећи се „За Крст Часни и слободу златну", говори и чињеница да се, тик уз њене темеље, налази и споменик који од незаборава чува имена свих славних страдалника из Општине стублинске, који су у седмогодишњем рату, на бојном пољу, страдали борећи се против Турака, Бугара, Аустријанаца и Немаца од 1912. до 1918. године.